# Assenoncourt
Assenoncourt település Franciaországban, Moselle megyében. Lakosainak száma 114 fő (2022. január 1.). Assenoncourt Azoudange, Desseling, Fribourg, Gelucourt, Guermange és Tarquimpol községekkel határos.

## Népesség
A település népességének változása:
| Lakosok száma | 178  | 161  | 141  | 135  | 117  | 115  | 116  | 117  | 115  | 114  |
|               | 1968 | 1982 | 1990 | 2006 | 2013 | 2015 | 2017 | 2019 | 2020 | 2022 |